# 호르헤 샌즈

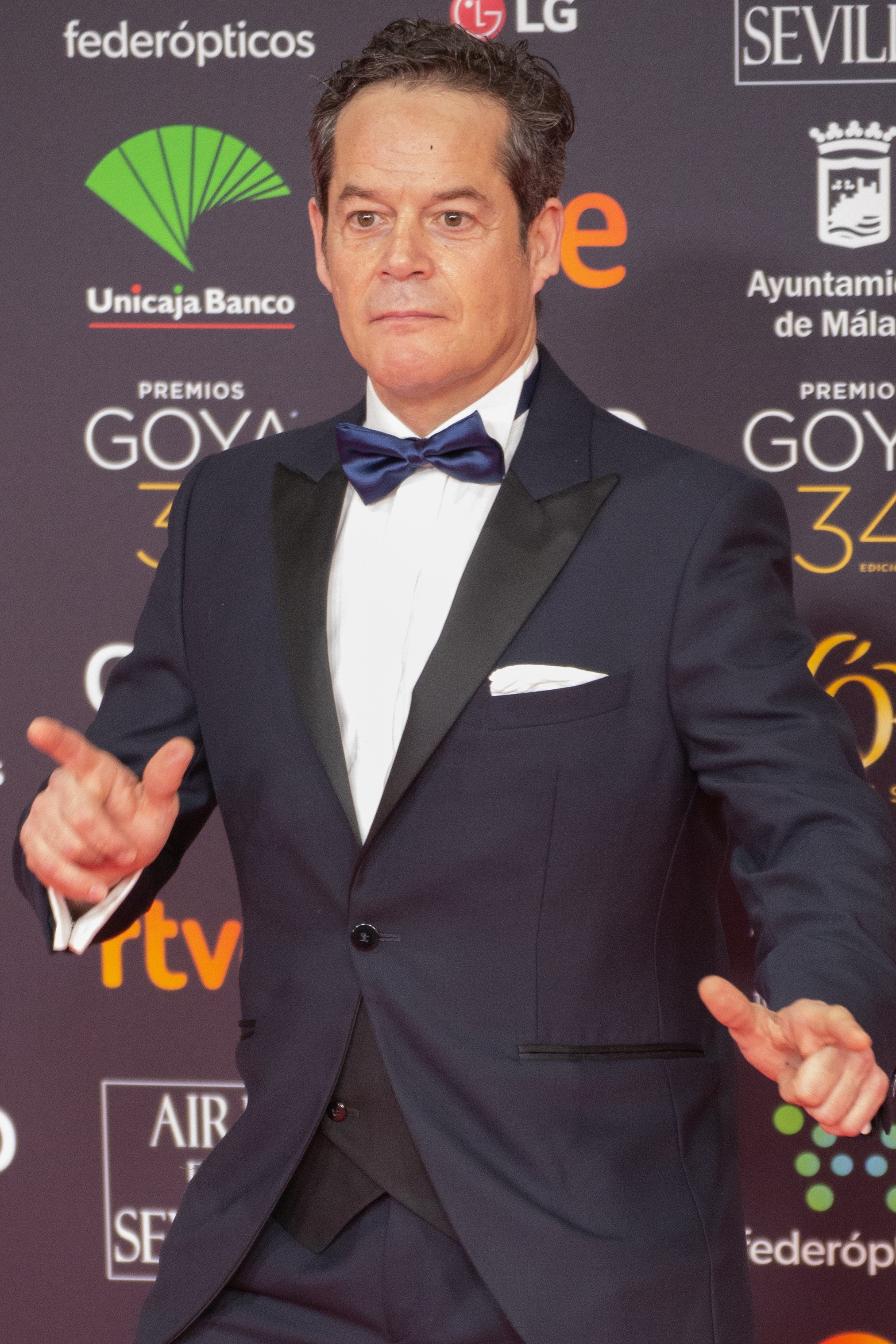

호르헤 샌즈(Jorge Sanz, 1969년 8월 26일~)는 스페인의 배우, 영화배우이다.
마드리드에서 태어났다.

## 영화
- 엘 프레곤(2016년)
- 더 퀸 오브 스페인(2016년)
- 눈을 감으면 삶은 더 편하지(2013년)
- 사도(영어판)(2012년) - 파블로 역
- 로보(2004년)
- 블랙 세레나데(2001년)
- 대합과 홍합(2000년)
- 꿈 속의 여인(1998년) - 훌리안 토랄바 역
- 퍼더 제스처(1997년) - 파코 역
- 사랑과 용기(1997년)
- 프론트 라인(1996년)
- 자파리나(1994년)
- 왜 섹스를 사랑이라고 말하나(1992년)
- 아름다운 시절(1992년)
- 아만테스(1991년)
- 아벤티스(1989년)
- 코난 - 바바리안(1981년)